# Mario Hené
Mario Hené (* 8. Februar 1954 in Berlin-Charlottenburg) ist ein deutscher Liedermacher.

## Leben
Hené wuchs mit seinem Bruder Piet bei seiner Mutter Hilde im Märkischen Viertel in West-Berlin auf. Sein Vater starb, als Mario drei Jahre alt war. Im Alter von zwölf Jahren fing Hené an, Gitarre zu spielen. Neben klassischen Stücken lernte er auch das Fingerpicking der Folkmusiker. Diese Stilmischung prägt die Musik von Mario Hené.
1971 begann Hené eine Lehre als Orgelbauer in Landshut, brach diese aber vorzeitig ab. Stattdessen sang er Blues- und Folksongs in Berliner Kneipen und spielte nebenbei auch in der Band Sanatorium.
1977 erschien sein Debütalbum Lieber allein als gemeinsam einsam, dem bis 1990 sieben weitere Alben folgten.
Von Ende der 1990er Jahre bis 2012 trat Hené zusammen mit Jürgen von der Lippe auf. Gemeinsam veröffentlichten sie mehrere CDs.
2007 erschien das gemeinsam mit Arne Salig verfasste Buch Der Weg zum Lächeln – ein Ratgeber basierend auf den Songtexten Henés.
Seit 2006 war Hené mit dem Programm „Leise ist laut genug“ in Deutschland auf Solotour. Unter gleichem Namen erschien 2012 nach 20 Jahren Pause erstmals wieder ein neues Soloalbum.

## Diskografie
- 1977: Lieber allein als gemeinsam einsam
- 1979: Unter der gleichen Sonne
- 1980: Hené & Band
- 1981: Wind und Wasser
- 1982: Persönlich
- 1984: Drinnen und draußen
- 1988: Live
- 1990: Die Stimme in mir
- 1997: Der Weg des Wassers (Harmonische Instrumentalmusik Zum Träumen und Entspannen)
- 1999: Die andere Seite (Jürgen von der Lippe/Mario Hené)
- 2003: Gute Stunde – Lyrik & Musik Teil 2 (Jürgen von der Lippe/Mario Hené)
- 2003: Zeit(t)räume (Das Beste aus 25 Jahren)
- 2004: Alles was ich liebe (Jürgen von der Lippe/Mario Hené)
- 2012: Leise ist laut genug
- 2016: ... im Portrait

## Bücher
- 2007: Der Weg zum Lächeln (mit Arne Salig)